# جيم فريمان
جيم فريمان (بالإنجليزية: Jim Freeman)‏ هو لاعب كرة قدم أمريكية أمريكي، ولد في 23 يناير 1914 في Denbo, Pennsylvania ‏ في الولايات المتحدة، وتوفي في 11 أغسطس 2015 في كيب كورال في الولايات المتحدة بسبب مرض.